# ميريام مولر
ميريام مولر (بالفرنسية: Myriam Muller) هي كاتبة سيناريو ومخرجة وممثلة لوكسمبورغية، ولدت في 12 أبريل 1971 في لوكسمبورغ.

## أعمال

### أفلام
- (1999) 8 ½ النساء
- (2000) شبح مصاص الدماء[3]

## وصلات خارجية
- ميريام مولر على موقع IMDb (الإنجليزية)
- ميريام مولر على موقع ألو سيني (الفرنسية)
- ميريام مولر على موقع قاعدة بيانات الأفلام السويدية (السويدية)
- ميريام مولر على موقع قاعدة بيانات الفيلم (الإنجليزية)
- ميريام مولر على موقع كينوبويسك (الروسية)